# Elen Lotman
Элен Лотман (эст. Elen Lotman; родилась 25 сентября 1981 года в Тарту, Эстонская ССР, СССР) — эстонский оператор, сценарист и режиссёр.

Элен Лотман сняла множество художественных, короткометражных и документальных фильмов. С различными кинопроектами она побывала в Японии, Тибете, Китае, Таиланде, Индии, Никарагуа, Коста-Рике, Лапландии и российской Арктике. Она перевела на эстонский язык книги своего деда, известного семиотика Юрия Лотмана, «Диалог с экраном» и «Семиотика кино». Однажды она сказала: 
«Вы должны смотреть на тень, чтобы увидеть свет!» 

## Биография
Когда Элен родилась, её родители Кая и Алексей Лотманы были студентами. Они жили вместе на улице Бурденко в Тарту. Родители Элен были биологами и защитниками природы, которые переехали в национальный парк Матсалу со своими младшими детьми Эно-Мартини и Алииной в начале девяностых годов. Элен осталась со своей сестрой Сильвией в Тарту, продолжив учёбу в гимназии имени Мийны Хярма, где решила, что станет режиссёром. Её родители, до сих пор находящиеся в крепких отношениях с природой, передали Элен доказательное мировоззрение.

### Влияние бабушки и деда на Лотман
Бабушка Элен — литературовед Зара Минц, а дедушка — семиотик Юрий Лотман, которого Элен называла «деедом» (Deedu), так как росла в двуязычной семье. Элен выросла со своими бабушкой и дедушкой, которые окружили себя литературой и поэзией. Она проявила свой интерес к искусству, посещая художественную школу в детстве.
Лотман упомянула в радиопередаче «Ööülikool» («Ночной университет»), что, переводя «Диалог с экраном» и одновременно работая над докторской диссертацией, она вдруг оказалась в постоянном «диалоге с дедушкой» и смогла связать свой выбор професси с работой своего деда по семиотике кино.

## Образование
Элен окончила в 2000 году Тартускую гимназию имени Мийны Хярма и поступила на курсы операторов Рейна Марана. По мнению куратора курса, Элен и ее одногрупники могли бы стать режиссерами фильмов о природе. Во время учебы на нее оказали большое влияние не только Маран, но и Юри Силларт, и Майт Мяэкиви. В 2004 году с отличием окончила кафедру кино и видео Таллиннского педагогического университета по специальности оператор. Также она проходила курсы повышения квалификации в Эстонии и за границей.
В начале нулевых у киношколы были плохие времена. У них практически не было техники. По воспоминаниям Элен у студентов были только: «Две комнаты на улице Лай, старые изношенные кинокамеры времен Таллинфильма, несколько мини-камер DV…». Но Рейн Маран пытался противопоставить этому добавлением в программу таких предметов, как философия, семиотика и история искусства, и давать задания, которые заставят задуматься о важных для операторов вещах.
Только во время учебы стало понятно, что призвание Элени — операторская работа. Он говорит о себе: «Как оператор, я никогда не был таким визуально-интуитивным человеком… более вербальным и аналитическим человеком». Чтобы понять визуальный язык кино, она углубилась в перцептивную психологию и неврологию. Таким образом, наука с одной стороны и искусство с другой существуют и дополняют друг друга на лекциях Елен, а также делают загадочное искусство кино более понятным и для ее учеников.
В 2021 году Элен защитила докторскую диссертацию на тему «Экспериментальная эвристика в художественном кино».

## Работа
Элен работала организатором и руководителем проекта кинофестиваля «Темные ночи», так же она является режиссером и оператором.
В Таллиннском университете с 2003 года внештатный оператор документального, художественного, рекламного, телевизионного и, в редких случаях, оператор Steadicam (художественные фильмы «Георг» и «Малев», короткометражный фильм «Окна»).
В 2004—2007 годах преподавала в Тартуской высшей школе искусств, с 2007 года преподает кино в Балтийской школе кино и медиа.
Элен руководила кафедрой кино в Таллиннском университете с 2013 года, в течение 4 лет, пока кафедра не была закрыта в ходе структурной реформы университета.
Также работала оператором в фильмах режиссёра Пола-Андерса Симма, с которым на Кольском полуострове были сняты фильмы «Порон сурма» (2012), «Ольга» (2013) и «Моя дорогая мама» (2020).

## Фильмография
| Год  | Кино                         | Жанр                 | Роль                                    | Прим.                           |
| ---- | ---------------------------- | -------------------- | --------------------------------------- | ------------------------------- |
| 2006 | «Золотое побережье»          | художественный фильм | помощник оператора                      |                                 |
| 2007 | «Устал ненавидеть себя»      | документальный фильм | режиссер, сценарист, оператор           |                                 |
| 2007 | «Университас Тартуэнсис 375» | документальный фильм | оператор                                |                                 |
| 2007 | — Что угодно, Александр!     | художественный фильм |                                         | Художник                        |
| 2007 | «Куда убегают души»          | художественный фильм | помощник оператора II                   |                                 |
| 2007 | «Ян Ууспольд едет в Тарту»   | художественный фильм | помощник оператора II                   |                                 |
| 2008 | «Таарка»                     | художественный фильм | оператор                                |                                 |
| 2008 | «Кроличьи судороги»          | художественный фильм | режиссер, сценарист, оператор           |                                 |
| 2008 | «Мир Лотмана»                | документальный фильм | оператор, редактор                      |                                 |
| 2010 | «модная собака»              | документальный фильм | оператор                                |                                 |
| 2010 | «Ямщик стучит три раза»      | художественный фильм | оператор                                |                                 |
| 2011 | «Пуговичный нос»             | телевизионный сериал | оператор                                |                                 |
| 2011 | «Энди идет вперед»           | документальный фильм | режиссер, сценарист, оператор           |                                 |
| 2012 | «Тайна Калевы»               | документальный фильм | оператор                                |                                 |
| 2012 | «Демоны»                     | художественный фильм | оператор                                |                                 |
| 2015 | «Юрий»                       | документальный фильм | оператор                                |                                 |
| 2016 | «Счастье приходит во сне»    | художественный фильм | оператор                                |                                 |
| 2020 | «Всевиов»                    | документальный фильм | режиссер, сценарист, оператор, редактор | Фильм-портрет о Давиде Всевиове |
| 2020 | «Прощай, СССР»               | художественный фильм | оператор                                |                                 |
| 2022 | «Перевернутая башня»         | детский фильм        | оператор                                |                                 |

## Статьи
- 2013 — Quo vadis, оператор? Театр. Музыка. Кинотеатр[7]
- 2015 — Снос старого дома без нового эскиза. Поправки к закону об авторском праве и кинематографии. Страницы 6-7
- 2016 — Изучение того, как кинематограф влияет на воспринимаемое зрителями сопереживание по отношению к персонажам на экране. Балтийский экран Media Review. Страницы 89-105
- 2017 — Это делают даже древесные птицы: об использовании механизмов человеческого восприятия в кинематографии и их потенциальном воздействии на зрителей. Театр. Музыка. Кино
- 2017 — Бит Джудит Уэстон. Первое изложение теории и практики киноактерства на эстонском языке. Театр. Музыка. Кино. Страницы 90−94
- 2018 — Как научить удивлять? Настенный лист
- 2019 — Алан Вудла, Элен Лотман, Андеро Уусберг. Какова стоимость звезды? Знакомство и привлекательность актера влияют на эмоциональную мимикрию кинематографических показов. Балтийский экран Media Review. Страницы 4−16
- 2019 — Для тех, кто за камерой. Театр. Музыка. Кино
- 2020 — Алан Вудла, Элен Лотман, Мартин Колнес, Ричард Наар, Андеро Уусберг. Кинематографическое высококонтрастное освещение может способствовать эмпатической аффективной мимикрии. Прогнозы: журнал Movies & Mind, 14 (1), 1−17.10.3167/proj.2020.140102
- 2020 — Творческое исследование, творческое исследование или поисковое творчество. Театр. Музыка. Кино. Страницы 86−99

## Членство
- Член Эстонского общества кинематографистов (ESC), президент с 2010 года.
- С 2019 года член правления Эстонского союза кинооператоров.[7]
- С 2021 — президент Международной федерации кинематографистов (ИМАГО)[8].

## Заслуги
Её фильмы отмечены наградами и демонстрировались в конкурсных программах кинофестивалей А класса, таких как Camerimage, IDFA, кинофестиваль в Тампере, кинофестиваль «Темные ночи», Московский международный кинофестиваль и др.
Её виртуальные выставки, снятые для Таллиннской художественной галереи, вошли в число 10 лучших виртуальных выставок мира 2020 года по версии The New York Times и журнала Wallpaper.
В 2016 году она получила ежегодную награду фонда поддержки аудиовизуального искусства Эстонского культурного фонда (специальная награда — за активную и систематическую популяризацию кинообразования).
В 2019 году получила стипендию «Живи и сияй».

### Награды фестивалей
- 2012 — лучший оператор (фильм «Бесы» на PÖFF)
- 2020 — за лучший фильм («Rakas äitin» или «Моя дорогая мама») на Пярнуском международном фестивале документальных антропологических фильмов.[10] Кроме того, фильм был номинирован на лучшую операторскую работу на кинофестивале ReelHeart в Торонто и стал лучшим полнометражным документальным фильмом 2020 года.
- 2021 — Приз зрительских симпатий кинофестиваля «Тёмные ночи». Художественный полнометражный фильм «Прощай, СССР» был номинирован на конкурс Camerimage Golder Frog 2021 за режиссёрские дебюты.
- 2021 — Ее сценарий художественного фильма «Контейнер» вышел в четвертьфинал конкурса сценаристов имени Николла Американской киноакадемии.